# Oxalis algoensis
Oxalis algoensis är en harsyreväxtart som beskrevs av Eckl. & Zeyh.. Oxalis algoensis ingår i släktet oxalisar, och familjen harsyreväxter. Inga underarter finns listade i Catalogue of Life.